# ثقب المفتاح الجاذبي
ثقب المفتاح الجاذبي هو منطقة صغيرة من الفضاء تسبب جاذبية كوكب ما بتغير مدار كويكب عابر بحيث يصطدم الكويكب بهذا الكوكب على مسار مداري مستقبلي معين.
يكشف مصطلح ثقف المفتاح عن عدم يقين كامل عن ماهية الحركة في الميكانيكيا السماوية (بين وقت رصد الكويكب وأول لقاء مع الكوكب) بوجود حزمة أو حزم ضيقة نسبيا من المسارات الحرجة. قام بصياغة هذا المصطلح ب. و. تشودا عام 1999. واكتسب هذا المصطلح بعض اهتمام الرأي العام عندما أصبح واضحا في يناير 2005، أن الكويكب أبوفيس سوف يغيب عن الأرض عام 2029 مارا بأحد هذه الثقوب مما سيؤدي إلى تأثيرات على الأرض بين عامي 2036 أو 2037، وعلى الرغم من ذلك، فقد تم إجراء المزيد من الأبحاث، والتي تكشفت عن أن احتمالية مرور كويكب أبوفيس عبر ثقب المفتاح كانت ضئيلة للغاية.